# Mazatenango
Mazatenango er en by i den sydvestlige del af Guatemala, med et indbyggertal på cirka 50.000. Byen er i februar måned scene for et stort karneval.
14°32′N 91°30′V / 14.533°N 91.500°V